# Atkinson megye
Atkinson megye az Amerikai Egyesült Államokban, azon belül Georgia államban található. Megyeszékhelye és legnagyobb városa Pearson. Lakosainak száma 8286 fő (2020. április 1.). Atkinson megye Coffee, Clinch, Lanier, Ware és Berrien megyékkel határos.

## Népesség
A megye népességének változása:
| Lakosok száma | 8366 | 8360 | 8257 | 8290 | 8398 | 8286 |
|               | 2010 | 2011 | 2012 | 2013 | 2015 | 2020 |